# Angelika Niebler
Angelika Niebler (18 de fevereiro de 1963, Munique, Alemanha) é uma política alemã. É afiliada à União Social Cristã e ao Partido Popular Europeu. É membro do Parlamento Europeu desde 1999.